# Лесная Поляна (Калининский район)
Лесная Поляна — деревня в Калининском районе Тверской области. Относится к Бурашевскому сельскому поселению.

## История
В 1965 г. Указом Президиума ВС РСФСР деревня Кобылкино переименована в Лесная Поляна.

## Население
| 2010 |
| ---- |
| 1    |